# Mike Feigenspan
Mike Feigenspan (* 5. August 1995 in Kassel) ist ein deutscher Fußballspieler.

## Vereine
Vor Beginn der Saison 2014/15 kam Feigenspan vom OSC Vellmar zum KSV Hessen Kassel in die Regionalliga Südwest. 2016 wechselte er zum Bundesligisten Borussia Mönchengladbach, für dessen Reservemannschaft er in der Regionalliga West spielte.
Ab Januar 2019 spielte Feigenspan bei Eintracht Braunschweig. Mit dem Verein gelang ihm in der Drittligasaison 2019/20 der Aufstieg in die 2. Bundesliga.
Mitte August 2020 wechselte er zum KFC Uerdingen 05 in die 3. Liga, wo er einen Vertrag für die Saison 2020/21 unterschrieb. Er kam 33-mal (20-mal von Beginn) zum Einsatz und erzielte 3 Tore. Der KFC erreichte auf dem 16. Platz zwar den sportlichen Klassenerhalt, konnte aufgrund einer Insolvenz aber nicht mehr für die 3. Liga melden. Daraufhin verließ Feigenspan den Verein. Er absolvierte eine Halbserie beim KSV Hessen Kassel in der Regionalliga Südwest, kehrte dann aber Anfang 2022 in die 3. Liga zurück, als er sich dem SV Meppen anschloss.
Ende Januar 2023 wechselte er in die Regionalliga Südwest zu Kickers Offenbach
Ende Oktober 2024 wechselte er in die Hessenliga zum KSV Baunatal.